# Tomicephalus
Tomicephalus là một chi bọ cánh cứng trong họ 
Elateridae.
Chi này được miêu tả khoa học năm 1834 bởi Latreille.

## Các loài
Các loài trong chi này gồm:
- Tomicephalus abdominalis (Candèze, 1889)
- Tomicephalus bicolor Champion, 1896
- Tomicephalus bilineatus Schwarz, 1906
- Tomicephalus insignis Champion, 1896
- Tomicephalus melanotus Champion, 1896
- Tomicephalus sanguinicollis Latreille, 1834
- Tomicephalus sardioderus Candèze, 1863
- Tomicephalus substriatus Candèze, 1863
- Tomicephalus uhligi Golbach, 1983